# Trolleybus de Parme
Le réseau de trolleybus de Parme compte quatre lignes desservant la ville de Parme en Italie.

## Réseau actuel

### Aperçu général
- 1 Stazione FS ↔ strada Farnese;
- 3 San Lazzaro ↔ Crocetta;
- 4 Via Parigi ↔ Via Mordacci;
- 5 Via Orazio ↔ Via Chiavari.

### Matériel roulant
En 2012, le réseau est exploité avec quatre types de trolleybus :
- 10 Menarini Monocar 201 n°021-030, mis en service en 1981.
- 10 Menarini Monocar 201/2 n°031-040, mis en service en 1986.
- 14 Autodromo BusOtto n°041-054, mis en service en 1997 et 2000.
- 9 Van Hool ExquiCity articulés, mis en service en 2012[1].

En outre, le réseau conserve deux modèles historiques : un Fiat 2401 (n°14) et un Fiat 2411 (n°17) des années 1950.